# Владислав (бан Боснії)
Владислав I Котроманич (босн. Vladislav Kotromanić; *1295 — †1325) — бан Боснії у 1326—1353.

## Життєпис
Походив з династії Котроманичів. Син Стефана Котромана, бана Боснії, та Єлизавети Неманич. Дитиною вимушений був переїздити Боснією, оскільки до держави вдерлися війська хорватських магнатів Павла і Младена I Шубичів. Після смерті батька у 1314 році разом з братом Стефаном і матір'ю мусив утекти до Дубровницької республіки. Потім з братом Нінославом перебрався до хорватського міста Медведграда. Тут він здобув освіту. 1319 року повернувся до Боснії.
У 1321—1322 роках брав участь у військовій кампанії проти Младена II Шубича, бана Хорватії та Боснії. У 1322 році, після зміцнення влади брата Стефана в Боснії, здобув низку маєтностей. У 1326 році Владислава було призначено своїм братом-баном Стефаном II його співправителем. Владислав Котроманич намагався розширити підтримку правлячої династії серед боснійської шляхти. Водночас Владислав був позбавлений реальної влади.
У 1338 році Владислав у м. Трогірі одружився з представницею хорватського магнатського роду Шубич, чим було скріплено союз Котроманичів з Шубичами у боротьбі з іншими хорватськими аристократами. Владислав Котроманич був не змозі впливати на державні справи. У 1346 році представляв Боснію на коронації Стефана Душана імператором Сербії.
Після смерті брата у 1353 році Владислав зрікся престолу через слабке здоров'я, але 1314 року залишався регентом при сині Твртко I.

## Родина
Дружина — Олена, донька Гргура III Шубича.
Діти:
- Твртко (1338—1391), 1-й король Боснії у 1377—1391 роках
- Вук (1345—1375), бан Боснії у 1366—1367 роках
- Катерина

Позашлюбна дитина:
- Стефан Дабіша (д/н-1395), 2-й король Боснії у 1391—1395 роках